# Nagy Bianka (kenus)
Nagy Bianka (2000. június 28. –) Európa-bajnok, világbajnoki ezüstérmes magyar kenus.

## Sportpályafutása
Első felnőtt világversenye a 2019-es világbajnokság volt, ahol B-döntőt evezhetett C–1 200 méteren. A 2021-es koppenhágai világbajnokságon Bragato Giada párjaként bronzérmet szerzett C–2 200 méteren. Ugyanebben az évben a páros U23-as világbajnokságot nyert a Maty-éren, és aranyérmet szerzett a 2023-as felnőtt Európa-bajnokságon is C–2 kétszáz méteren. A 2023. évi Európa-játékokon a páros 500 méteren bronzérmet szerzett. Bár a páros sikeres volt, 2023 novemberében Bragato Giada bejelentette, hogy a jövőben nem versenyeznek együtt tovább, annak ellenére sem, hogy olimpiai kvótát szereztek C–2 500 méteren. Nagy Bianka Kiss Ágnessel folytatta párosban, amely kettős a 2024-es párizsi olimpián C–2 500 méteren 4. helyezést ért el.